# 巧克力金币
巧克力金币，又称巧克力钱币、金币巧克力，是一种钱币形状的糖果，通常以牛奶巧克力为主要成分。在不同文化的节日或庆典上，巧克力金币都是人们经常互相馈赠的礼物。

## 起源
大英博物館策展人巴瑞·庫克（Barrie Cook）认为，巧克力金币的确切起源并没有定论，但类似的产品可以追溯到1920年代，当时有生产商为了促销而出产大奖章形状的巧克力。亦有一种说法指，巧克力金币起源于圣尼古拉把糖果掉进人们房子的烟囱里，但这个说法只是未经证实的流传。

## 工业生产

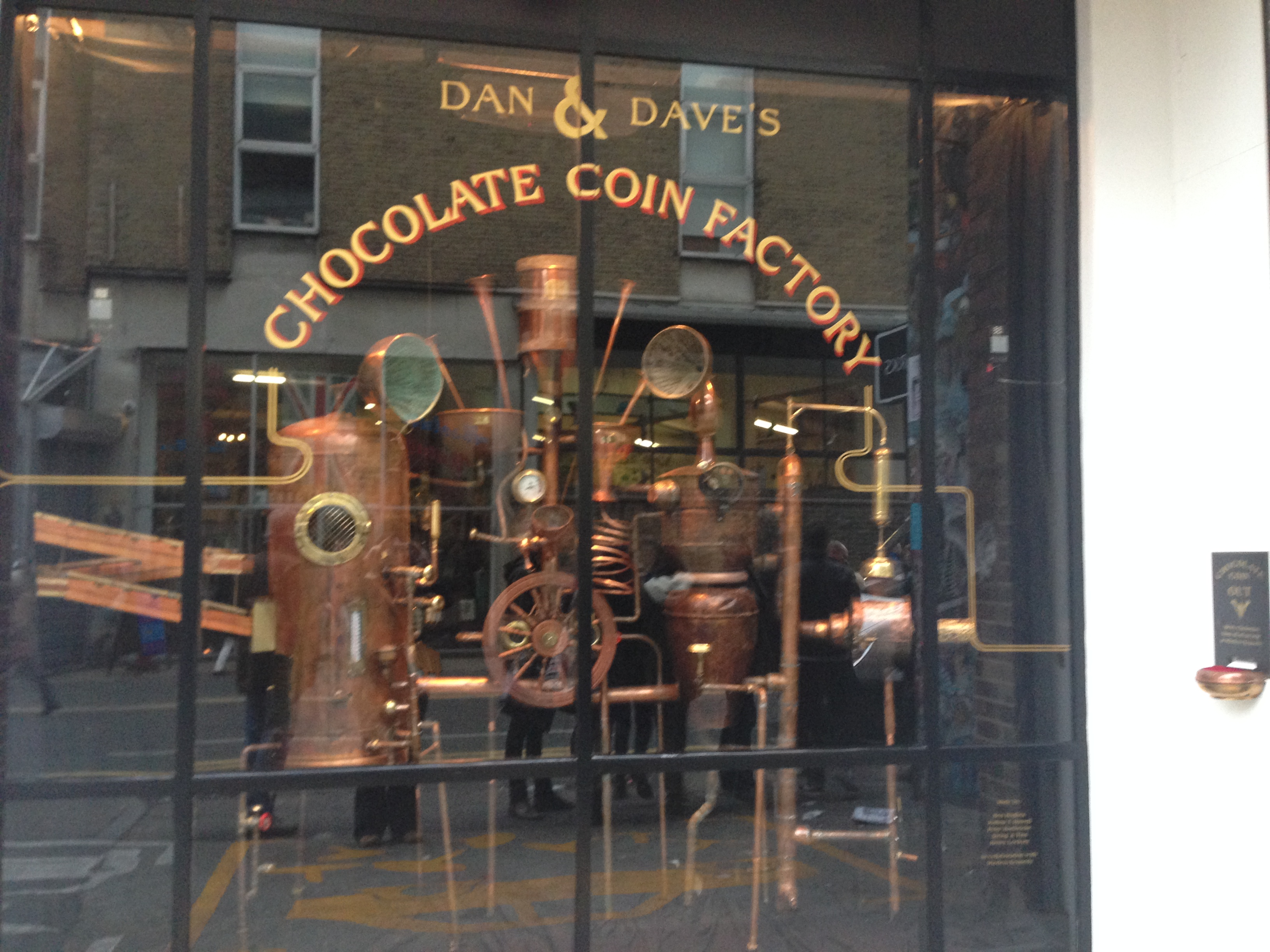
用作生产巧克力金币的机器

市售巧克力金币的原料通常是可可成分较低的牛奶巧克力，可可含量百分比通常低于50%，随品牌而异。巧克力金币的工业生产流程举例如下：巧克力融化后倒进钱币模具，再冷却至固化为止，接着用包装机裹上包装纸，然后由工人装进小袋内，以便售卖。

## 文化意义

### 西方
巧克力金币是历史悠久的圣诞节零食，人们传统上会把巧克力金币放进圣诞袜。

### 中国
金箔包裹的巧克力金币是常见的春节礼物，人们会把这种巧克力金币放进红包，送给亲人和朋友。香港民众也流行把巧克力金币放到全盒裡。
在1970至80年代的上海，人们结婚时日渐喜欢以金币、金条、元宝形状的巧克力作为喜糖，传统喜糖逐渐被巧克力金币所取代。不过，随着时代演变，人们现在会把各式各样的糖果用作喜糖，不限于巧克力金币。

### 犹太民族

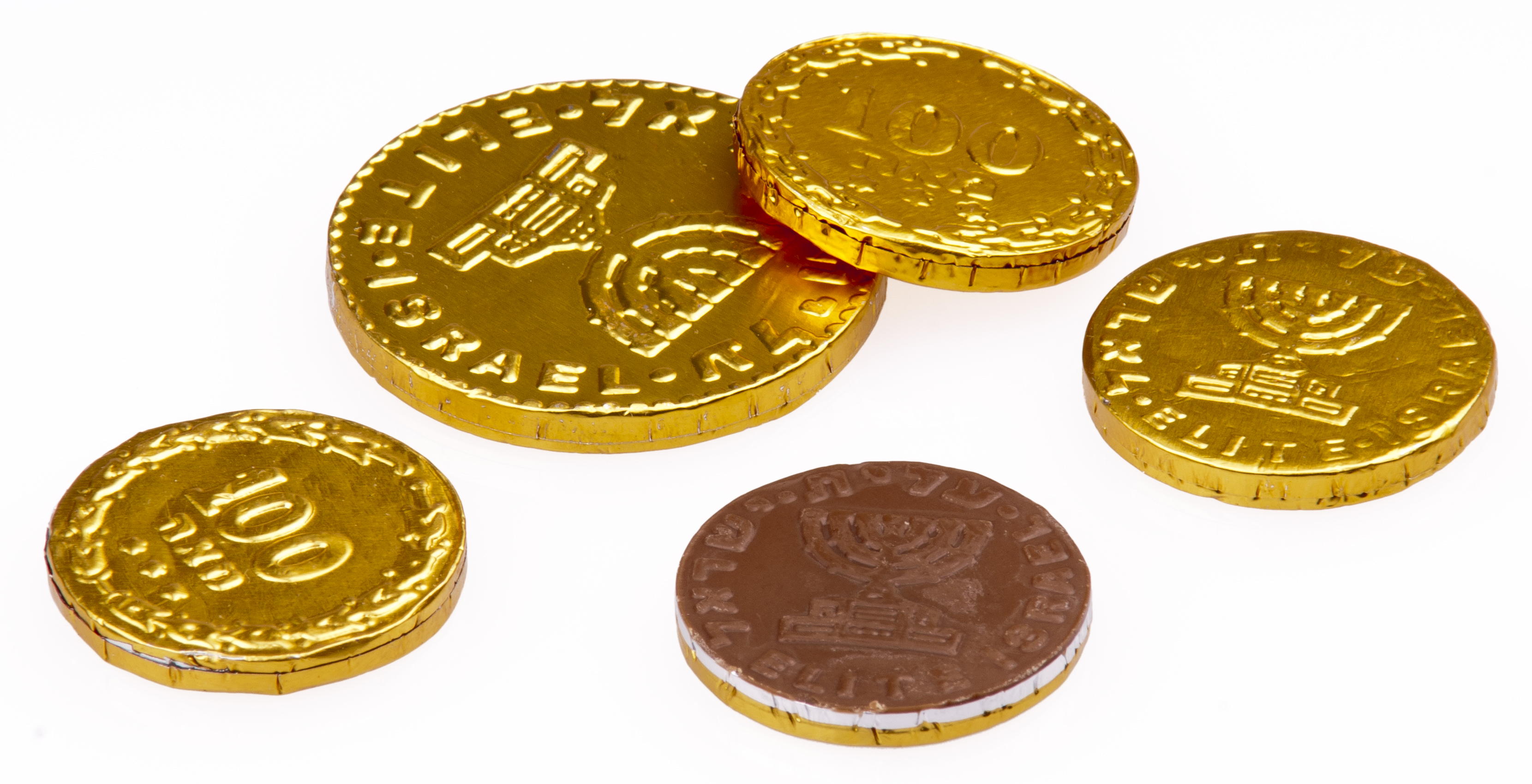
印有猶太教燈臺的光明节巧克力金币

在犹太教的光明节，人们以前会互相赠送金钱作为光明节礼物，这一习俗到20世纪初至中期逐渐演变为馈赠巧克力金币。现今，不少犹太家庭会向孩童和成人送上巧克力金币，这种金币以金箔或银箔包裹，外观有时会仿照古代犹太硬币的式样，口感通常像蜡质。

### 墨西哥
在墨西哥首都墨西哥城的传统节庆活动伊斯塔帕拉帕基督受难剧期间，群众会为死亡聖神设立祭壇，并供奉巧克力金币和其他祭品。

### 瑞士
參閱：Schoggitaler

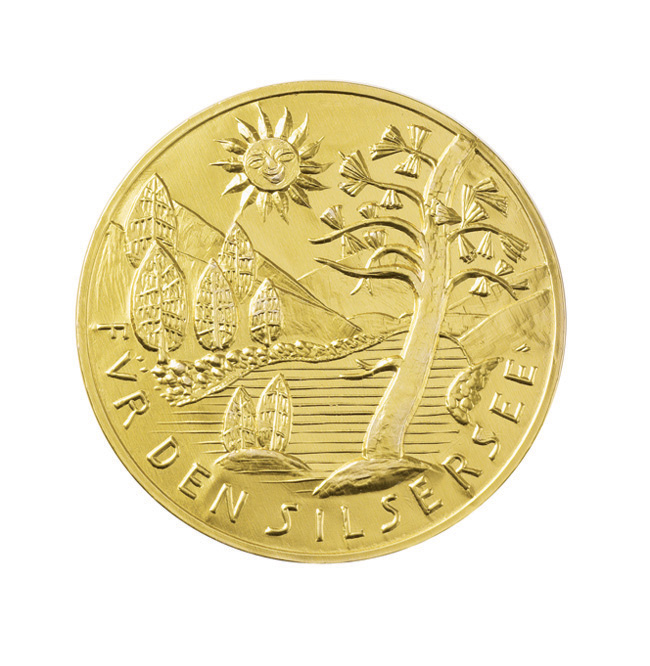
1946年為保護錫爾斯湖所販售的第一款瑞士金幣巧克力

在瑞士，瑞士金幣巧克力一般作為家園與環境保護計畫的標誌。每年九月由當地學生販賣，所有收入皆會投入某一項由瑞士古蹟保護組織和瑞士自然保護聯盟所選定的專案。專案內容大多與古蹟建築修復與本土動植物保育有關。
他們的巧克力是由瑞士有機全脂牛奶和Max-Havelaar公平貿易認證的糖和可可所製成。